# Puchar Świata w Chodzie Sportowym 1999
19. Puchar Świata w Chodzie Sportowym – zawody lekkoatletyczne, które odbyły się we francuskiej miejscowości Mézidon-Canon 1 i 2 maja 1999 roku.

## Rezultaty

### Mężczyźni
|               | 1. miejsce         | Rezultat | 2. miejsce    | Rezultat | 3. miejsce         | Rezultat |
| Chód na 20 km | Bernardo Segura    | 1:20:20  | Yu Guohui     | 1:20:21  | Władimir Andriejew | 1:20:29  |
| Chód na 50 km | Siergiej Korepanow | 3:39:22  | Tomasz Lipiec | 3:40:08  | Nikołaj Matiuchin  | 3:40:13  |

### Kobiety
|               | 1. miejsce | Rezultat | 2. miejsce        | Rezultat | 3. miejsce     | Rezultat |
| Chód na 20 km | Liu Hongyu | 1:27:32  | Natalia Fedoskina | 1:27:35  | Norica Cimpean | 1:27:48  |